# Епархия Маркетта
Епархия Маркетта (лат. Dioecesis Marquettensis) — епархия Римско-Католической церкви с центром в городе Маркетт, США. Епархия Маркетта входит в митрополию Детройта. Кафедральным собором епархии Маркетта является Собор святого Петра.

## История
29 июля 1853 года Святой Престол учредил апостольский викариат Мичигана, выделив его из архиепархии Детройта.
9 января 1857 года апостольский викариат Мичигана был преобразован в епархию Су-Сент-Мари.
23 октября 1865 года епархия Су-Сент-Мари была переименована в епархию Су-Сент-Мари — Маркетта, которая, в свою очередь, 3 января 1937 года была переименована в епархию Маркетта.

## Ординарии епархии
- епископ Фредерик Барага (29.07.1853 — 19.01.1868)
- епископ Игнатиус Фредерик Мрак[англ.] (25.09.1868 — 28.04.1879)
- епископ Джон Вертин[англ.] (16.03.1879 — 26.02.1899)
- епископ Фредерик Айс[англ.] (07.06.1899 — 08.07.1922)
- епископ Пол Джозеф Нуссбаум[англ.] (14.11.1922 — 24.06.1935);
- епископ Джозеф Казимир Плагенс[англ.] (16.11.1935 — 16.12.1940) — назначен епископом Гранд-Рапидса
- епископ Фрэнсис Джозеф Магнер[англ.] (21.12.1940 — 13.06.1947)
- епископ Томас Лоуренс Но[англ.] (25.08.1947 — 05.01.1968)
- епископ Чарльз Александр Салатка[англ.] (10.01.1968 — 11.10.1977) — назначен архиепископом Оклахома-Сити
- епископ Марк Фрэнсис Шмитт[англ.] (21.03.1978 — 06.10.1992)
- епископ Джеймс Генри Гарланд[англ.] (06.10.1992 — 13.12.2005)
- епископ Александр Кинг Сэмпл[англ.] (13.12.2005 — 29.01.2013) — назначен архиепископом Портленда
- епископ Джон Фрэнсис Дёрфлер[англ.] (с 17.12.2013)

## Источник
- Annuario Pontificio, Libreria Editrice Vaticana, Città del Vaticano, 2003, ISBN 88-209-7422-3